# Christel Ferrier-Bruneau
Christel Ferrier-Bruneau (Montpellier, 8 luglio 1979) è un'ex ciclista su strada e ciclocrossista francese, due volte campionessa nazionale su strada nella prova in linea.

## Carriera
Ferrier-Bruneau debuttò tra le Elite su strada nel 2007 con la squadra Pruneaux d'Agen (poi divenuta Équipe Lot-et-Garonne) prima di approdare nel 2009 al team britannico Vision 1 Racing, fondato dalla campionessa olimpica e mondiale su strada Nicole Cooke. Nel 2010 passò alla squadra francese Vienne Futuroscope, l'anno dopo alla Gauss, nel 2012 alla Hitec Products-Mistral Home e infine nel 2013 alla Faren-Let's Go Finland.
Su strada si è classificata seconda ai campionati francesi in linea 2008; nel 2009 ha ottenuto per la prima volta il titolo nazionale, bissando poi il successo nel 2011, sempre in linea. A cronometro non è invece mai riuscita a diventare campionessa francese: i migliori piazzamenti sono il terzo posto nel 2010 e il secondo nel 2011. Nella prova su strada dei Giochi olimpici di Pechino 2008 si è inoltre classificata tredicesima, migliore delle francesi.
Attiva anche nelle specialità fuori-strada, ha ottenuto diversi risultati nel ciclocross. Nel 2007 fu sesta ai campionati mondiali di specialità di Hooglede (piazzamento eguagliato nel 2010) e terza ai campionati europei; nel 2008 fu invece quarta ai campionati del mondo di Treviso, battuta da Hanka Kupfernagel, Marianne Vos e dalla connazionale Laurence Leboucher, e terza ai campionati europei. Agli europei ha ottenuto anche un quarto posto, nel 2012, mentre ai campionati francesi ha colto due secondi posti (nel 2009 e nel 2010) e quattro terzi posti (2007, 2008, 2011 e 2013), ma mai il successo.

## Palmarès

### Strada
- 2009 (Vision 1 Racing, una vittoria)

Campionati francesi, Prova in linea
- 2010

Berry Classic Cher
Grand Prix de France
Cholet-Pays de Loire
Classifica generale Coppa di Francia
- 2011

Campionati francesi, Prova in linea

### Ciclocross
- 2007-2008

2ª prova Challenge de la France Cycliste (Cap d'Agde)
- 2008-2009

2ª prova Challenge de la France Cycliste (Le Creusot)
3ª prova Challenge de la France Cycliste (Quelneuc)
Classifica finale Challenge de la France Cycliste
- 2009-2010

1ª prova Challenge de la France Cycliste (San Quintino)
3ª prova Challenge de la France Cycliste (Quelneuc)
Classifica finale Challenge de la France Cycliste
- 2010-2011

1ª prova Challenge de la France Cycliste (Saverne)
2ª prova Challenge de la France Cycliste (Miramas)
3ª prova Challenge de la France Cycliste (Saint-Jean-de-Monts)
Classifica finale Challenge de la France Cycliste
- 2012-2013

Nittany Lion Cross 2 (Breinigsville)
Radcross Illnau (Illnau)
2ª prova Challenge de la France Cycliste (Besançon)
- 2013-2014

1ª prova Challenge de la France Cycliste (Saint-Étienne)

## Piazzameneti

### Grandi Giri
- Giro d'Italia

2011: 20ª
2012: ritirata (7ª tappa)
2013: 35ª
- Tour de l'Aude

2008: 46ª
2009: 21ª
2010: 12ª

### Competizioni mondiali
- Campionati del mondo su strada

Mendrisio 2009 - In linea Elite: 25ª
Melbourne 2010 - In linea Elite: 46ª
Copenaghen 2011 - Cronometro Elite: 27ª
Copenaghen 2011 - In linea Elite: 29ª
Toscana 2013 - Cronosquadre: 15ª
Toscana 2013 - In linea Elite: ritirata
- Campionati del mondo di ciclocross

Zeddam 2006 - Elite: 12ª
Hooglede-Gits 2007 - Elite: 6ª
Treviso 2008 - Elite: 4ª
Hoogerheide 2009 - Elite: 12ª
Tábor 2010 - Elite: 6ª
St. Wendel 2011 - Elite: 7ª
Louisville 2013 - Elite: 21ª
- Giochi olimpici

Pechino 2008 - In linea: 13ª